# Petra Bläss
Pour les articles homonymes, voir Blass.
Petra Bläss, aussi appelée Petra Bläss-Rafajlovski, née le 12 juin 1964 à Leipzig en République démocratique allemande, est une femme politique allemande qui est membre du parti Parti du socialisme démocratique (Allemagne) (PDS). De 1998 à 2002, elle est vice-présidente du Bundestag.

## Biographie
Après avoir obtenu son Abitur en 1982, Petra Bläss obtient en 1987 un diplôme d'enseignement en histoire et en allemand à l'Université Humboldt de Berlin (HU Berlin). Elle effectue ensuite des recherches en littérature critique à la section d'études allemandes de la HU Berlin jusqu'en 1990. De juin à décembre 1990, elle est conseiller de rédaction pour la Deutscher Fernsehfunk. Elle est présidente de la commission électorale lors des premières élections libres de la Volkskammer le 18 mars 1990.
À partir de 1986, Petra Bläss est membre du SED. Elle quitte le parti en janvier 1990 et est cofondatrice de l'Association des femmes indépendantes de la RDA. En 1997, elle rejoint le PDS. Elle met fin à cette adhésion en 2005 pour des raisons professionnelles.
De 1990 à 2002, elle est députée PDS au Bundestag, dont elle est vice-présidente du 26 octobre 1998 au 17 octobre 2002. Elle représente son groupe parlementaire à la commission des affaires étrangères du Bundestag. De 1998 à 2002, elle est porte-parole des femmes du groupe parlementaire PDS.
Elle est membre de l'association Atlantik-Brücke (de) et de la Société de l'Europe du Sud-Est (Südosteuropa-Gesellschaft (de)). Depuis 2003, elle est conseillère politique indépendante.